# 緒方知三郎

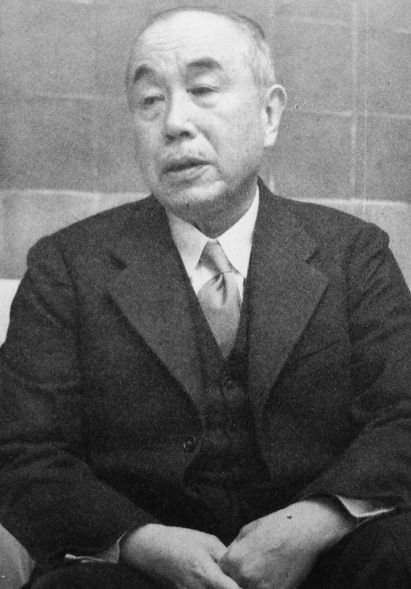
1955年

緒方 知三郎（おがた ともざぶろう、1883年1月31日 - 1973年8月25日）は、日本の病理学者。東京生まれ。正三位・勲一等。
緒方洪庵の次男である緒方惟準の四男。緒方章は弟。緒方富雄、緒方安雄は甥。岳父（妻の父）は岡村輝彦。岡村昭彦、岡村春彦は義甥（妻の甥）。佐藤泰然は曾祖父。

## 来歴
旧制第三高等学校を経て、東京帝国大学医科大学（現在の東京大学医学部）を卒業。山極勝三郎に師事。脚気や結核、腫瘍の発生、「唾液腺内分泌に関する研究」等を研究。ドイツに留学し、ベルリン市ウエストエンド病院病理研究室などでの研究を終えて、1913年帰国、東京帝国大学医科大学医学科講師に嘱託、翌年助教授になる。1923年に東京帝国大学医学部教授となり、1943年に退官し、同大学名誉教授となる。同年東京医学専門学校校長に就任し、1946年には東京医科大学初代学長兼理事長になる。同年、学士院会員。1954年、老人病研究会設立。現、一般社団法人老人病研究会および日本医科大学老人病研究所として存続している。1957年文化勲章受章。唾液腺ホルモン「パロチン」（2015年販売中止）の開発者でもある。

## 人物
緒方は戦争末期から新制大学移行期にかけて（旧制）東京医専の校長を務め、同校の生徒であった後年の作家・山田風太郎（本名・山田誠也）の戦中日記（1945年7月31日付）によれば、疎開先の飯田において講義中、生徒に対し「現在の吾々にとって、学問するにまさる愛国の道は断じてない。戦争は軍人に任せようではないか。吾々は学問しよう。研究しよう」「あくまでも諸君を、インチキ医者ではない立派な医者に、必ず育てる」と演説し感動を与えた。